# Antanas Baskas
Antanas Baskas (*  22. Februar 1936 in Marijampolė) ist ein litauischer Politiker, Mitglied im Seimas.

## Leben
1955 absolvierte er das Gymnasium Marijampolė und 1960 das Diplomstudium am Kauno politechnikos institutas in der zweitgrößten litauischen Stadt Kaunas. Von 1960 bis 1966 arbeitete er in der litauischen Hauptstadt Vilnius als Techniker, Ingenieur, Labor- und Unterabteilungsleiter. Von 1966 bis 1977 war er wissenschaftlicher Mitarbeiter am Institut von Lietuvos mokslų akademija. 1973 promovierte er über Netzplanung. Von 1992 bis 1996 war er Mitglied im 6. Seimas. Von 1996 bis 2009 arbeitete er am Mathematik- und Informatik-Institut.
Von 1990 bis 1992 war er Mitglied von Lietuvos liberalų sąjunga und von 1994 bis 1996 von LSDP.
Er ist verheiratet. Mit Frau Gražina Masytė hat er den Sohn Simas.